# Lascia o raddoppia?
(Vittorio Veltroni)
Lascia o raddoppia? è stato un quiz del Programma Nazionale, versione italiana del format francese Quitte ou double?, a sua volta derivato dal game show statunitense The $64,000 Question.
La prima e più famosa edizione del programma, condotta da Mike Bongiorno, andò in onda a partire dal 26 novembre 1955 (dopo una puntata di presentazione trasmessa il 19 novembre) ogni sabato sera, alle ore 21:00, fino all'11 febbraio 1956 e ogni giovedì sera dal 16 febbraio 1956 al 16 luglio 1959, data di sospensione del programma; lo spostamento dal sabato al giovedì fu richiesto dai gestori dei locali pubblici che avevano visto assottigliarsi gli incassi, proprio per la serata considerata più lucrativa della settimana.
Questa prima edizione inizialmente andava in onda in diretta dal Teatro dell'Arte di Milano per poi essere trasferita negli studi Rai della Fiera di Milano  ed ebbe come mascotte un omino pensieroso (con tanto di ombra), per l'indecisione di lasciare o raddoppiare, disegnato da Ennio De Majo.

## Regolamento

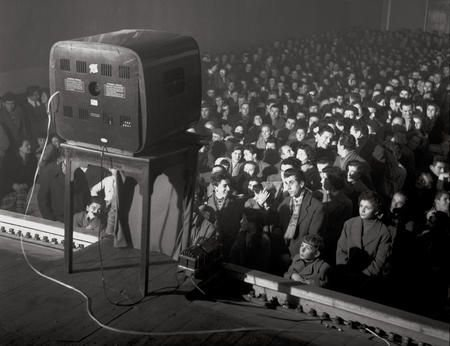
Spettatori in un cinema assistono al programma su un apparecchio televisivo

I concorrenti che partecipavano al gioco (uno alla volta) si presentavano come esperti di un particolare argomento e non dovevano essere professionisti, cioè la loro conoscenza della materia non poteva essere dovuta a un'attività professionale ma solo dilettantistica, tipo un hobby. Agli inizi l'argomento doveva essere scelto tra quelli proposti da numerosi monitor presenti in studio (idea ripresa da Mike Bongiorno per il suo ultimo programma TV del 2006, Il migliore); successivamente i monitor vennero eliminati e i concorrenti erano liberi di presentarsi su qualunque materia.

### L'iterdel concorrente: prima puntata

Mike Bongiorno con il concorrente Lando Degoli, esperto di musica operistica

Nel corso della prima serata il concorrente doveva rispondere obbligatoriamente a otto domande, nel tempo massimo di trenta secondi per ciascuna.
Il montepremi iniziale era di 2 500 lire (circa 40 euro del 2019) e a ogni risposta esatta il montepremi raddoppiava; alla prima risposta errata il concorrente era eliminato e in questo caso, se aveva risposto esattamente almeno alle prime cinque domande, portava a casa un gettone di consolazione del valore di 40 000 lire (circa 600 euro del 2019). Rispondendo alle otto domande totali, raggiungendo la quota di 320 000 lire (poco meno di 5 000 euro del 2019), il concorrente acquisiva il diritto a ritornare la settimana successiva.

### Puntate successive: le domande singole in cabina

Mike Bongiorno con il concorrente Enrico Vecchi, esperto di ciclismo

Al ritorno del concorrente in trasmissione, accompagnato dalla valletta, il conduttore cominciava porgendogli la fatidica domanda: "Lascia o raddoppia?": se egli "lasciava" intascava la somma vinta fino a quel momento, altrimenti lo si isolava acusticamente (per evitare i suggerimenti del pubblico in sala) invitandolo ad entrare in una cabina e a indossare una cuffia, attraverso la quale poteva sentire la sola voce del conduttore che gli parlava da un apposito microfono collegato con un filo alla cuffia stessa; successivamente veniva posta una domanda singola.
Il concorrente aveva un minuto di tempo per rispondere (nelle edizioni successive, un minuto e mezzo), scandito da un apposito orologio meccanico e da una musica di sottofondo, che sottolineava la suspense, eseguita da archi; se la risposta era corretta il suo montepremi raddoppiava e tornava la settimana successiva per ripetere la prassi qui descritta, mentre in caso di risposta sbagliata perdeva tutto il suo montepremi, era eliminato dal gioco e vinceva, come premio di consolazione, una Fiat 600.

### La domanda finale da5 120 000lire

Bongiorno vicino all'ospite Danny Kaye. Dietro di loro il cronometro e, sotto, il totalizzatore del montepremi di Lascia o raddoppia?

Di raddoppio in raddoppio (il concorrente poteva presentarsi al massimo a cinque puntate consecutive), il premio massimo che il concorrente poteva vincere era di 5 120 000 lire (circa 78 000 euro del 2019), l'equivalente di 128 gettoni d'oro.
Esclusivamente per la domanda finale (multipla, in genere composta da tre sotto-domande), il concorrente aveva diritto a portare con sé in cabina un esperto (in questa occasione si usava una cabina più grande); in caso di risposta esatta egli intascava il premio massimo, passando così alla storia del quiz, mentre in caso di risposta errata portava a casa un'autovettura Fiat 1400 come premio di consolazione. Nel 1958 la prova consisteva in tre blocchi di domande ai quali il concorrente doveva rispondere in un minuto e mezzo ciascuno, non cumulabili tra un blocco e un altro.

## Vallette e concorrenti storici

Paola Bolognani con la madre osserva i 128 gettoni d'oro della vincita 1956

Una delle novità di Lascia o raddoppia? fu l'introduzione della figura della valletta: dapprima Maria Giovannini la quale, per le troppe papere, fu poi sostituita da Edy Campagnoli, che divenne una delle beniamine del grande pubblico e che accrebbe ancora la sua popolarità sposando il portiere di calcio Lorenzo Buffon.
Molti concorrenti divennero dei veri e propri personaggi, come il raffinato e colto Gianluigi Marianini, Paola Bolognani, bella, giovane e super esperta di calcio, poi nota come "la leonessa di Pordenone"; Paola Bolognani al terzo spareggio con lo sfidante Bianchi svenne per lo sforzo in cabina dopo aver dato la risposta esatta a quella che, ancora oggi, è considerata la domanda più difficile mai affrontata da un concorrente di un quiz in Italia; Mike Le chiese: a tutt'oggi quali sono gli ottantaquattro giocatori che vantano una sola presenza con la maglia della Nazionale Italiana  di calcio?  Tra gli altri concorrenti si ricordano anche Marisa Zocchi, Enrico Vecchi, la maggiorata e sensuale Maria Luisa Garoppo (la tabaccaia di Casale Monferrato), Adele Gallotti, le gemelle Appiotti, Filiberto Menna, Bruno Dossena, Mario Valdemarin, Aldo Barbadoro, Pierluigi Pellegrini (presentatosi sulla lirica e vittima di una delle numerose simpatiche gaffe di Bongiorno) e Lando Degoli; quest'ultimo, professore di Matematica e cultore di musica classica, contribuì grandemente alla popolarità del programma con una famosa risposta sull'uso del controfagotto nelle opere di Giuseppe Verdi. Un altro concorrente, Ettore Balli, divenne in seguito uno dei maggiori giornalisti italiani di jazz e la sua attività cominciò proprio nei giorni della sua partecipazione alla trasmissione, prima sul settimanale Sorrisi e Canzoni, poi sulla rivista Musica Jazz.
Il primo partecipante che rispose a tutte le domande del quiz, raggiungendo quindi il massimo della vincita, fu Luciano Zeppegno, specializzato in architettura.
Il più notevole fra i partecipanti fu il compositore statunitense John Cage, che si presentò come esperto di micologia.
A Lascia o raddoppia? partecipò anche il primo concorrente di colore nella storia della televisione italiana, il nigeriano Olabisi Ajala.

## Curiosità tecniche

### I due microfoni di Mike
La tecnologia dell'epoca non prevedeva microfoni a radiofrequenza da fissare sul bavero della giacca o sulla cravatta del conduttore («lavalier»). Mentre Bongiorno e il concorrente posavano al centro del palco, la ripresa audio era effettuata con la cosiddetta «giraffa», ossia un microfono in cima a una lunga asta, al di sopra dell'inquadratura, con una figura polare sufficientemente larga da riprendere sia la voce del conduttore sia quella del concorrente; quando il concorrente entrava in cabina, invece, Mike gli parlava dal microfono «a gelato» collegato alla cuffia, che riprendeva solo la voce del conduttore filtrando gli eventuali suggerimenti del pubblico, ed egli rispondeva in un apposito microfono filiforme presente in cabina, molto piccolo di dimensioni, dotato di un curioso dischetto fonoriflettente (con esso Totò giocava, usandolo a mo' di monocolo, nel film Totò lascia o raddoppia?, rimproverato da Mike con le parole: «Duca, non è una caramella quella!») atto a convogliare tutta la pressione sonora sul microfono stesso. La voce del conduttore cambiava moltissimo in intensità e in timbro quando passava da un microfono all'altro: meno intensa e più diffusiva con la giraffa, più intensa e metallica con il gelato.

### Cronometri asincroni
I concorrenti, chiusi in cabina, avevano una visuale molto limitata sull'esterno, in quanto l'unica parete trasparente, in vetro, era quella frontale, rivolta verso l'angolo inferiore sinistro del palcoscenico per evitare persino i suggerimenti visivi del pubblico; dunque l'orologio meccanico presente in studio non era visibile al concorrente, per questo, sulla parete della cabina alla sua sinistra, era fissato un cronometro analogico, utile per controllare il tempo a disposizione per le risposte. Tale cronometro non era sincronizzato con l'orologio meccanico della scenografia (che faceva fede ai fini del regolamento), ma era cura del concorrente farlo partire azionando una levetta. Di fatto, raramente un concorrente riusciva a far partire il «suo» cronometro in perfetta sincronia con quello ufficiale: di conseguenza moltissimi concorrenti non adoperarono il cronometro in cabina.

## Riedizioni

### 1979

Lascia o raddoppia? del 1979: Mike Bongiorno con Patricia Buffon

Nel 1979, per celebrare i 20 anni dalla sua chiusura e le "nozze d'argento" della televisione italiana, fu proposta una riedizione del quiz: andò in onda dal 15 marzo al 26 luglio, sempre condotta da Mike Bongiorno affiancato dalla valletta Patricia Buffon, figlia di Edy Campagnoli. La vincita massima era di 20 milioni di lire (circa 59 500 euro del 2019) e la cabina dei concorrenti era ispirata alla forma di una capsula spaziale. La scenografia era una semplicissima parete azzurra a tinta unita, in modo tale che il regista Piero Turchetti potesse applicare l'allora innovativo effetto chroma key, di modo che, durante le domande, il concorrente sembrasse «volare» nel filmato riguardante la sua materia di competenza, navigando nella sua «capsula».
Il concorrente affrontava il seguente percorso:
- Prima puntata (domande preliminari e domanda da 2 500 lire): il presentatore e il concorrente posano davanti all'orologio luminoso. Il concorrente deve rispondere obbligatoriamente a cinque domande preliminari, partendo da un montepremi di 75 000 lire che raddoppia a ogni risposta esatta. Se il concorrente risponde esattamente a tutte e cinque le domande, raggiungendo la quota di 1 200 000 lire, gli si chiede subito «Lascia o raddoppia?» e in caso di raddoppio, dopo una breve intervista, il concorrente, rimanendo davanti all'orologio e senza entrare in cabina, deve rispondere a un blocco di domande nel tempo massimo di un minuto, scandito in questa riedizione da un sottofondo sonoro in stile «spaziale» con il cronometro in sovraimpressione sull'angolo inferiore destro del teleschermo, mentre lo scadere del tempo è sancito da un suono sintetico di fischietto. In caso di risposta esatta il montepremi raddoppia ed è arrotondato a 2 500 000 lire, ma se la risposta è errata o non fornita entro il tempo a disposizione il concorrente è eliminato e porta a casa un gettone di consolazione di 100 000 lire.

A differenza delle domande «secche» dell'edizione originale, in questa riedizione del programma i blocchi di domande sono perfettamente analoghi a quelli delle domande finali dei precedenti quiz Rischiatutto e Scommettiamo?, con la solita lettura preventiva di tutte le domande da parte di Mike e la rilettura al concorrente di una domanda per volta durante la fase delle risposte. Molto spesso i concorrenti si sono lamentati dell'eccessiva lunghezza delle domande e della lentezza con cui il conduttore le rileggeva durante il minuto a disposizione, dato che molti concorrenti hanno perso per aver fatto scadere il tempo pur sapendo tutte le risposte, e spessissimo si dava l'ultima risposta esatta negli ultimi secondi a disposizione.
- Seconda puntata (domanda da 5 000 000 lire): da questa puntata in poi il concorrente che vuole raddoppiare entra in cabina (in questa riedizione si siede, a differenza dell'edizione originale dove rimaneva in piedi) e Mike ha il suo baracchino a destra della cabina (assente nell'edizione originale). Per raddoppiare il concorrente deve rispondere a due blocchi di domande, ciascuno preceduto dalla consueta lettura preventiva e con il tempo massimo di un minuto per ciascun blocco. Il tempo risparmiato in un blocco non è cumulabile per i successivi.
- Terza puntata (domanda da 10 000 000 lire): se il concorrente vuole raddoppiare, risponde a tre blocchi di domande.
- Puntata finale (domanda da 20 000 000 lire): se il concorrente vuole raddoppiare, risponde a quattro blocchi di domande. Non è previsto l'aiuto di nessun esperto, ma prima di entrare in cabina il concorrente riceve gli auguri dello storico concorrente Gianluigi Marianini in veste di portafortuna dei concorrenti giunti alla domanda per il premio massimo.

L'operazione si rivelò al di sotto delle aspettative in termine di pubblico e dall'anno successivo Mike propose il quiz Flash, già programmato per il 1978 ma fatto slittare per poter mandare in onda questa edizione, imposta improvvisamente a Bongiorno dai vertici della Rai, senza che egli ne sapesse nulla.
La sigla finale è Anche un uomo cantata da Mina, gli autori sono Anselmo Genovese e Alberto Testa che usò lo pseudonimo D. Tosi (il nome della moglie), poi figurano anche i nomi di Ludovico Peregrini e Mike Bongiorno accreditati come coautori del testo ma era solo una prassi dell'epoca per le trasmissioni televisive. Mike Bongiorno s'innamorò di quella canzone tanto da volerla a tutti i costi come sigla della trasmissione.

Mike Bongiorno e Patricia Buffon davanti all'orologio e al totalizzatore elettronico di Lascia o raddoppia? edizione 1979

Mike Bongiorno e Patricia Buffon dentro la cabina «spaziale» di Lascia o raddoppia? edizione 1979

Mike Bongiorno dentro la cabina «spaziale» di Lascia o raddoppia? edizione 1979

La mascotte fu battezzata Quizzino Boogie e fu animata da Bruno Bozzetto per la sigla iniziale, nella quale la mascotte ballava sorridente un allegro boogie-woogie, insieme alla sua fedelissima ombra. Diventò anche un pupazzo per bambini, distribuito come ricordo ai concorrenti e agli ospiti e venduto nei negozi di giocattoli.

Patricia Buffon e Quizzino Boogie, 1979

### 1989
Nel 1989 venne proposta un'altra riedizione, condotta stavolta da Bruno Gambarotta con Lando Buzzanca e la partecipazione della showgirl Johara, in onda sempre il giovedì sera su Rai 1 dal 2 marzo al 29 giugno, in concorrenza diretta con Telemike di Canale 5. Il premio massimo era di 300 milioni di lire ma anche questa volta il programma non ottenne gli ascolti sperati, suscitando diverse critiche, inoltre più volte vennero riammessi in gioco concorrenti eliminati per risposte ritenute erroneamente sbagliate da parte degli autori. Il percorso del concorrente era il seguente:
- Prima puntata (domande preliminari): il concorrente risponde a cinque domande sulla materia di competenza, avendo a disposizione un monte-secondi complessivo di 75 secondi effettivi per tutte le domande, nel senso che il cronometro parte solo dopo la lettura di ciascuna domanda e si ferma immediatamente dopo ciascuna risposta. Se il concorrente risponde esattamente a tutte le cinque domande vince 4 687 500 lire (Gambarotta ironizzò su questa cifra chiedendo al primo concorrente: «Posso chiederle cosa farà delle 500 lire?»), altrimenti viene eliminato definitivamente dal gioco. In caso di esito positivo, il concorrente è obbligato a rispondere ad altre tre domande con un monte-secondi complessivo di 60 secondi. Come sempre, il montepremi raddoppiava in caso di risposta corretta a tutte le domande (giungendo così a 9 375 000 lire), mentre in caso contrario il concorrente perdeva tutto quanto accumulato ed era eliminato.
- Puntate successive: da questa puntata in poi il concorrente può decidere se «lasciare» o «raddoppiare», e in caso di raddoppio si accomoda nella sua postazione (aperta o cabina, vedi sotto) e gli si chiede se vuole utilizzare il «jolly» (del quale si parlerà qui in seguito). Successivamente il concorrente deve rispondere a un solo blocco di domande (perfettamente analogo a quello della riedizione 1979) nel tempo massimo di un minuto. In caso di risposta esatta il montepremi raddoppia e il concorrente torna la settimana successiva, mentre in caso di risposta errata a una sola delle domande il concorrente è definitivamente eliminato, a meno che non abbia giocato il jolly.
  - Il jolly: si poteva giocare in una sola puntata (che non fosse la prima o quella finale) in tutto il percorso. Se il concorrente giocava il jolly e non rispondeva esattamente al blocco di domande aveva diritto a un blocco di domande di riserva. In caso di risposta esatta il concorrente si salvava dall'eliminazione, ma procedeva con il montepremi dimezzato, quindi il suo premio massimo si riduceva a 150 milioni di lire anziché 300.
  - La postazione: fino alla terza puntata (domanda da 37 500 000 lire, o da 18 750 000 lire in caso di salvataggio da jolly in una puntata precedente) il concorrente si posizionava dietro una postazione aperta e non era isolato con la cuffia, mentre a partire dalla quarta puntata (75 milioni di lire, o 37 500 000 lire in caso di penalizzazione da jolly) il concorrente entrava in una cabina di ascensore che scendeva dall'alto immersa in una tipica scalinata da condominio, e indossava naturalmente la cuffia.

In questa riedizione il quiz vero e proprio (condotto da Gambarotta) si alternava ai momenti di spettacolo (condotti da Buzzanca e da Johara) era inoltre presente un'orchestra in studio mentre le vallette erano Luana Ravegnini, Cecilia Belli (in seguito "velina" a Striscia la Notizia) e Simona Tagli. Nella puntata del 15 giugno vi furono anche dei brevi collegamenti con lo Stadio della Vittoria di Bari, da dove il telecronista sportivo Bruno Pizzul riferiva costantemente sull'andamento della partita amichevole di calcio Bari-Inter.

### 1990

Lascia o raddoppia? del 1990: Bruno Gambarotta e Giancarlo Magalli

Infine, nel 1990 (dal 22 gennaio al 27 aprile), fu prodotta una quarta edizione, condotta sempre da Bruno Gambarotta, ma questa volta affiancato da Giancarlo Magalli, il quale conduceva un gioco musicale (con l'ausilio di un'orchestra) perfettamente indipendente e con concorrenti diversi dal quiz «Lascia o raddoppia?» vero e proprio; il programma fu trasmesso con cadenza quotidiana dal lunedì al venerdì in orario preserale alle 18:40. Gambarotta e Magalli vennero affiancati a turno da 14 ragazze finaliste dell'edizione 1989 di Miss Italia. Il percorso del concorrente era analogo a quello della riedizione 1989, a parte la cifra iniziale (3 125 000 lire), il premio massimo (100 milioni di lire) e l'assenza della possibilità del jolly. Tutti i concorrenti della puntata, compresi quelli del gioco musicale, erano presentati all'inizio della trasmissione e attendevano il loro turno seduti su un divano. Quando un concorrente era chiamato da Gambarotta a giocare, si alzava dal divano e andava subito nella sua postazione, che consisteva, in tutte le puntate del percorso, in una mongolfiera che atterrava dall'alto, che era aperta e sprovvista di cuffie; ciononostante Gambarotta si ostinava a chiamarla «cabina». Il concorrente, diversamente dalle precedenti edizioni, dichiarava la sua scelta di «lasciare» o «raddoppiare» subito dopo essere entrato in «cabina», dalla quale usciva subito se diceva «lascio». Questa è anche l'unica edizione andata in onda dagli studi Rai di Torino.

## Lascia o raddoppia?al cinema
- La notorietà del programma fu tale da ispirare un film, Totò lascia o raddoppia? di Camillo Mastrocinque (1956): protagonista è il duca Gagliardo Della Forcoletta, interpretato da Totò, che partecipa al quiz come grande esperto di cavalli. È uno dei primi casi in cui con la classica autoreferenzialità tipica del genere della parodia, il cinema italiano racconta la sorella minore televisione. Il piccolo schermo, e in particolare un programma diventa protagonista sul grande schermo.
- Il programma è anche mostrato nel film C'eravamo tanto amati di Ettore Scola (1974): Nicola, un insegnante esperto di cinema interpretato da Stefano Satta Flores, partecipa come concorrente al quiz ma, tradito dalla sua erudizione, risponde troppo dettagliatamente a una domanda, posta da Mike Bongiorno, su Ladri di biciclette di Vittorio De Sica (a cui è dedicato il film) e perde la somma finale. Come premio di consolazione si aggiudica una Fiat 600, che compare in numerose scene salienti del film.
- Nella versione integrale di Nuovo Cinema Paradiso, di Giuseppe Tornatore, gli spettatori assistono al quiz dentro il "Cinema Paradiso", grazie al teleproiettore acquistato dal nuovo gestore Spaccafico.

## Ascolti TV

### Ascolti TV 1989
| Puntata      | Telespettatori | Share  |
| ------------ | -------------- | ------ |
| 2 marzo 1989 | 5 437 000      | 23,62% |